# Hypernatriëmie
Hypernatriëmie is een te hoge concentratie natrium in het bloed. Dit kan verschillende symptomen geven, zoals sufheid en spierzwakte en in ernstige gevallen zelfs stuipen of zelfs coma. Er wordt gesproken over een hypernatriëmie wanneer de concentratie natrium hoger is dan 145 mmol/L. Wanneer de natriumconcentratie te laag is, minder dan 135 mmol/L, spreekt men van een hyponatriëmie.

## Fysiologie
Natrium bevindt zich voornamelijk buiten de cel en bepaalt de hoeveelheid extracellulaire vloeistof. Een verhoogde concentratie natrium staat gelijk aan verminderde hoeveelheid extracellulaire vloeistof. Dit tekort aan extracellulaire vloeistof wordt aangevuld met vloeistof uit de cel (intracellulaire vloeistof) door middel van osmose. Hierdoor krimpen de cellen. Dit is vooral merkbaar in de hersenen wat de voornaamste symptomen van de hypernatriëmie veroorzaakt. Wanneer er een tekort aan water in het lichaam ontstaat, wordt het dorstgevoel geactiveerd om deze krimp van de cellen te voorkomen.

## Oorzaken
De meest voorkomende oorzaak van een hypernatriëmie is een tekort aan water in het lichaam. Dit kan komen door een verminderde inname van water of door een toegenomen verlies van water. Minder vaak voorkomend is een toegenomen inname of toediening van natrium.

### Verminderde waterinname
Een verminderde water inname komt vaak door een verminderd dorstgevoel. Dit komt veel voor bij ouderen. Ook komt een verminderde waterinname voor bij patiënten die niet kunnen aangeven dat zij dorst hebben, zoals baby's, ernstig zieken (bijvoorbeeld op een Intensive Care), patiënten na een cerebrovasculair accident, patiënten met dementie of geestelijk gehandicapten.

### Toegenomen waterverlies
Een toegenomen waterverlies kan via verschillende wegen. Een verlies van water via de nieren kan komen door een verhoogd glucose (hyperglykemie) of een verhoogd ureum komen. Of door een aandoening waarbij de nieren de urine niet goed concentreren genaamd diabetes insipidus. Andere wegen om water te verliezen zijn via de huid, door middel van veel zweten (hyperhidrose) of brandwonden. Via het maag-darmstelsel bij bijvoorbeeld (osmotische) diarree of via de longen bij een luchtweginfectie.

### Toegenomen natriuminname of -toediening
Een hypernatriëmie op basis van een toegenomen in name van natrium is zeldzaam. Wanneer er een toename is van inname van natrium zal de dorstprikkel geactiveerd worden, en door de inname van water wordt de hypernatriëmie gecompenseerd. Patiënten die afhankelijk zijn van toediening van vocht en natrium via een infuus lopen meer risico op een hypernatriëmie, bijvoorbeeld patiënten op een intensive care.

## Symptomen
Symptomen van hypernatriëmie zijn vaak niet specifiek en er is vaak moeilijk vast te stellen of de symptomen passen bij de hypernatriëmie of bij de oorzaak van de hypernatriëmie. Symptomen die kunnen optreden zijn:
- gebrek aan emotie, motivatie of enthousiasme (apathie)
- vermoeidheid
- spierzwakte
- snel geïrriteerd
- spiertrekkingen
- insulten
- coma[1][2][3]

## Diagnostiek
Om de ernst en oorzaak van de hypernatriëmie te bepalen wordt er eerst een anamnese afgenomen. Naar aanleiding van de anamnese kunnen er verschillende onderzoeken worden gedaan. De belangrijkste onderzoeken zijn lichamelijk onderzoek, bloeddruk, bloedonderzoek en urineonderzoek.

## Behandeling
Het gevaar van een hypernatriëmie is de krimp van de cellen. Wanneer hersencellen krimpen kunnen de bloedvaten die rondom de hersenen zitten scheuren en zo een bloeding veroorzaken. Dit kan voorkomen worden door het behandelen van deze hypernatriëmie, maar ook de behandeling van de hypernatriëmie kan gevaren met zich meebrengen. Wanneer te snel vocht wordt toegediend kan het zijn dat de gekrompen hersencellen te snel of te sterk gaan opzwellen. Dit wordt hersenoedeem genoemd. Dat kan hersenschade opleveren en zelfs de dood tot gevolg hebben. Voor dat de hypernatriëmie gecorrigeerd wordt moet de oorzaak eerst gevonden worden. Daarna zal er berekend moeten worden hoeveel water te kort er is en met welke snelheid dit mag worden aangevuld.